# Едмонд Де Век
Едмонд Де Век (фр. Edmond De Weck, 28 квітня 1901, Фрібур — 18 березня 1977, там само) — швейцарський футболіст, що грав на позиції захисника. Відомий за виступами за «Фрібур» і «Грассгоппер», а також національну збірну Швейцарії.

## Клубна кар'єра
На клубному рівні грав у складі команд «Фрібур» і «Грассгоппер». В складі команди з Цюриха двічі виборював титул чемпіона Швейцарії в 1927 і 1928 роках і двічі вигравав Кубка Швейцарії в 1926 і 1927 років. Фіналіст кубка 1928 і 1931 років.

## Виступи за збірну
В складі національної збірної Швейцарії грав з 1923 по 1927 рік. Провів у її формі загалом 7 матчів. Був учасником футбольного турніру на Олімпійських іграх 1928 року у Амстердамі, де його збірна в першому ж матчі 1/8 фіналу поступилась Німеччині (0:4). Залишився запасним у цьому матчі.

## Титули і досягнення
- Чемпіон Швейцарії (2):

«Грассгоппер»: 1926–1927, 1927–1928
- Володар Кубка Швейцарії (2):

«Грассгоппер»: 1925-1926, 1926-1927